# X:treme Flight Pack: Time to Take Control
X:treme Flight Pack: Time to Take Control is een compilatiepak bestaande uit drie computerspelen voor het platform Microsoft Windows:
- Red Baron II
- F-22 Lightning II
- Sierra Pro Pilot 98: The Complete Flight Simulator

Het pakket werd uitgebracht in 1999 en bevatte naast de CD-ROMs met de software ook een joypad. 